# Josse-François-Joseph Benaut
Josse-François-Joseph Benaut (* 30. September 1741 in Gullegem; † 13. Juli 1794 in Paris) war ein Organist, Cembalist und Komponist.

## Leben und Werk
Bei seiner Heirat 1771 war Benaut Maître de Clavecin an der königlichen Abtei Montmartre. Im Jahr 1776 begann er mit der Veröffentlichung seiner Werke als Abonnement.
Von Benaut sind neun Bücher mit Orgelwerken überliefert, darin enthalten sind unter anderem:
- Messen, Hymnen, Magnificat, Verse, Noëls
- 9 Variationen über O Filii
- Carillon des morts